# Кассель (административный округ)
Кассель (нем. Kassel) — один из трёх административных округов (нем. Regierungsbezirk) земли Гессен, расположенный на севере Федеральной земли. Образует регион планирования Северный Гессен (нем. Nordhessen).
Основан в 1866 году, когда Пруссия аннексировала эту территорию, чтобы создать новую провинцию Гессен-Нассау. Состоит из 138 муниципалитетов.
| Kreise (районы)                                                                                    | Kreisfreie Städte (независимые города) |
| -------------------------------------------------------------------------------------------------- | -------------------------------------- |
| 1. Фульда 2. Херсфельд-Ротенбург 3. Кассель 4. Швальм-Эдер 5. Вальдек-Франкенберг 6. Верра-Майснер | - Кассель                              |

## История
Административный округ Кассель (до 4 декабря 1926 года — нем. Regierungsbezirk Cassel) был образован 1 июля 1867 года на территории аннексированного по итогам Австро-Прусской войны 1866 года курфюршества Гессен. 7 декабря 1868 года из административных округов Кассель и Висбаден создана провинция Гессен-Нассау.
1 апреля 1929 года округу Кассель подчинен упраздненный вольный город Вальдек.
При разделении провинции Гессен-Нассау на Кургессен и Нассау 1 июля 1944 года отошел к провинции Кургессен, утеряв город окружного подчинения Ханау и районы Шлюхтерн, Ханау и Гельнхаузен.
С образованием земли Гессен в 1945 году — один из трех ее округов. В состав административного округа входили города Кассель, Фульда и Марбург, районы Эшвеге, Франкенберг, Фрицлар-Хомберг, Фульда, Херсфельд, Хофгайсмар, Хюнфельд, Кассель, Марбург, Мельзунген, Ротенберг-на-Фульде, Вольфхаген, Вальдек, Виценхаузен, Цигенхайн.

## Регирунгспрезиденты Касселя
- 1867—1872 — Эдуард фон Мёллер
- 1872—1876 — Людвиг фон Бодельшвинг
- 1876—1881 — барон Август фон Энде
- 1881—1886 — граф Бото цу Эйленбург
- 1886—1887 — Эдуард Магдебург
- 1887—1893 — Антон Роте
- 1893—1899 — граф Максимилиан Клерон д’Оссонвиль
- 1899—1905 — Август фон Тротт цу Зольц
- 1905—1919 — граф Перси фон Берншторф
- 1919—1926 — Густав Шпрингорум
- 1926—1927 — доктор Отто Штёлцель
- 1927—1933 — доктор Фердинанд Фриденсбург
- 1933—1944 — Конрад фон Монбарт
- 1944—1945 — Эрнст Бекман
- 1945—1962 — доктор Фриц Хох
- 1962—1975 — Альфред Шнайдер
- 1975—1979 — доктор Бурхард Вильмар
- 1979—1984 — Гейнц Фрёбель
- 1984—1987 — доктор Бурхард Вильмар
- 1987—1991 — доктор Эрнст Вильке
- 1991—1993 — Ильзе Штивитт
- 1993—1996 — Инге Фридрих
- 1996—1999 — Бертрам Хильген
- 1999—2003 — Ода Шайбельхубер
- 2003—2009 — Луц Кляйн
- 20.5.2009 — доктор Вальтер Любке[2]